# Рио Саличето
Рио Саличето (итал. Rio Saliceto) је насеље у Италији у округу Ређо Емилија, региону Емилија-Ромања.
Према процени из 2011. у насељу је живело 5167 становника. Насеље се налази на надморској висини од 26 м.

## Становништво
Према резултатима пописа становништва 2011. у општини је живело 6.092 становника.
| 1931. | 1936. | 1951. | 1961. | 1971. | 1981. | 1991. | 2001. | 2011. |
| ----- | ----- | ----- | ----- | ----- | ----- | ----- | ----- | ----- |
| 4.151 | 4.182 | 4.236 | 3.771 | 3.807 | 4.224 | 4.349 | 5.252 | 6.092 |